# Moreaua kungii
Moreaua kungii är en svampart som beskrevs av Liou & H.C. Cheng 1949. Moreaua kungii ingår i släktet Moreaua och familjen Anthracoideaceae.   Inga underarter finns listade i Catalogue of Life.